# Јово Станисављевић Чаруга
Јован Станисављевић Чаруга (Баре, 1897 — 27. фебруар 1925) био је разбојник из Славоније почетком 20. века.
Јован је рођен у српској породици у селу Баре, поред Ораховице, од оца Прокопија и мајке Ике, и добио име по деди. Мајка му умире када је имао 10 година; остали су сирочад он и његове две сестре. Отац се потом поново оженио, али се Јово није слагао са маћехом, а поред тога отац је одлучио да Јово неће наставити школовање. Зато је он побегао од куће и отишао у Осијек да учи браварски занат. Његово школовање је прекинуо Први светски рат и Јово је добио позив у 28. домобранску пуковнију аустроугарске војске.
Као Србин сматрао је да су му Аустроугари непријатељи, па није желео да се бори на њиховој страни. Убрзо по мобилизацији убио је у свађи свог наредника и побегао кући. Ускоро је одлучио да дезертира и зато је фалсификовао своје исправе, представљајући се као официр. Убрзо након дезертерства, убио је човека који се удварао његовој девојци. Када му је локални кнез Станко Бошњак запретио хапшењем, Чаруга га је прогласио за израбљивача народа и убио. На крају је ипак лишен слободе, осуђен је на четири године робије у Земаљској казнионици у Сремској Митровици. У казнионици није третиран као дезертер и убица, већ као обичан криминалац, из чега је следио блажи затворски третман. Чаруга је успео да побегне када је једног дана доведен у зграду општине да цепа дрва. Вратио се свом дому, али је био непожељан у свом селу, па је почео да живи у шумама. Ту се спријатељио са разбојничком групом Коло горских тића, под вођством Боже Матијевића (званог Црвени Божо). Групу су углавном чинили дезертери, а који су се сви гнушали богатих славонских сељака и пљачкали их без милости под изговором борбе против капитализма, а такође се нису устезали да убијају људе.
Рат је већ био дуго завршен, али Чаруга и Тићи су још увек пљачкали околину, па су југословенске власти 1920. прогласили ванредно стање у Славонији. То је резултовало убиством Црвеног Боже у једној од жандармеријских заседа. Вођство над групом је преузео Чаруга, али се убрзо одлучио примирити схвативши да је ситуација озбиљна. Зато се сакрио у месту Доњи Андријевци где је радио као шумски радник. Пред зиму Чаруга је распустио дружину до пролећа 1921.
Како су потере за Чаругом постале све чешће, он је у јулу 1922. отишао у Загреб, где се представљао као богати господин из Винковаца, али је наставио свој разбојнички живот. Касније се вратио у Славонију да би са својом дружином наставио разбојништво.
Дана 14. октобра 1923. године су покушали да опљачкају имање породице Елц у Иванкову близу Винковаца. Том приликом су убили једну особу, али је други човек успео да побегне и да позове жандаре. Након пуцњаве која је наследила, Тићи су успели да побегну, али без свог плена.
Након тога, Чаруга је послао писмо љубавници Манди, које је погрешно достављено некој другој Манди, која је предала писмо жандармеријском поднареднику Митру Мировићу, који је одмах проследио информације полицији, где су послали четири полицајца предвођена наредником Јагошом Перовићем да га ухапсе у Мандиној кући. Приликом хапшења се представљао као Никола Крмпотић, али га је приликом спровођења открио брат од стрица назвавши га правим именом. Чаруга је покушао да подмити жандаре са 63000 динара, што је онда било равно 100 тадашњих месечних плата полицајаца. Полицајци који су учествовали у хапшењу су били награђени са по 10000 динара.
До фебруара 1925. Чаругино суђење је било данима у средишту медијске пажње. Улазнице за вешање биле су распродате петнаест дана унапред, а ни глумци осјечког театра нису хтели пропустити тако важан догађај: за њих је била припремљена почасна ложа, да што пажљивије „науче“ како се умире. Заједно са њим је тада обешен његов саучесник Павао Прпић "Велики". Када се суочио са вешалима у дворишту Краљевског судбеног стола у Осијеку, пред око 3000 људи, након прозивања општинског чиновника, Чаруга је одговорио: „Ја сам Јован Станисављевић Чаруга. Мој наклон, господине крвниче. Збогом, народе, Чаруга путује. То није тако страшно. Идем весело“. Сахрањен је на старом осијечком гробљу.
Његов надимак Чаруга долази од турске речи „çarik“ што значи опанак. Такође се представљао као Никола Дрезгић и Миле Барић, као и Славонски Робин Худ. Чаругина дела су привлачила много пажње, па су се појавиле бројне књиге и играни филм Чаруга Рајка Грлића из 1991.